# S/S Norrbotten
S/S Norrbotten var ett svenskt lastfartyg som försvann öster om Cape Race i Kanada 1915.
12 september 1915 avgick fartyget från Narvik med destination Philadelphia. 23 september 1915 sände fartyget ett telegram  100 nm öster om Cape Race i Kanada. Det var det sista livstecknet från fartyget och dess besättning på 42 man.
Systerfartyget S/S Malmberget försvann knappt två år tidigare i Norska havet.